# Tureni
Tureni (węg. Tordatúr) – wieś w Rumunii, w okręgu Kluż, w gminie Sâncraiu. W 2011 roku liczyła 929 mieszkańców.